# Метаморфо
Метаморфо (англ. Metamorpho), справжнє ім'я — Рекс Мейсон (англ. Rex Mason) — супергерой з коміксів американського видавництва DC Comics. Персонаж створений Бобом Гейні та Рамоною Фрейдон і дебютував у коміксі The Brave and the Bold (січень 1965). Спочатку він був авантюристом, але після експедиції, під час якої стародавній артефакт на нього наклав прокляття, він перетворився на людину, що складається з мінливої маси хімічних речовин. Він є одним із засновників «Аутсайдерів», а також приєднався до декількох інкарнацій Ліги справедливості.
Ентоні Керріґен зіграв цього персонажа у фільмі «Супермен» (2025), що входить до всесвіту DC.

## Історія публікації
Метаморфо був створений Бобом Гейні на хвилі успіху таких серій DC Comics, як Metal Men та Doom Patrol (1964), у яких діяли групи супергероїв із фантастичними здібностями. Під редакційним керівництвом Джорджа Кашдана Гейні запропонували створити персонажа у подібному ключі, аби скористатися популярністю жанру. Метаморфо дебютував у The Brave and the Bold №57 (січень 1965 року).
Спочатку персонаж замислювався як пародія на надприродних героїв, що домінували у коміксах 1960-х років. Художниця Рамона Фрейдон вийшла з декретної відпустки спеціально для роботи над першими випусками серії. Завдяки популярності персонажа в The Brave and the Bold, він отримав власну серію з 17 випусків, що виходила з 1965 по 1968 рік. Метаморфо також з’явився у випусках Justice League of America №42 та 44, проте не став постійним учасником команди, залишившись резервістом.
У Aquaman №30 персонаж зображений на обкладинці як один з носіїв труни (разом із Бетменом, Людиною-яструбом і Суперменом) на похороні «Морського короля». Метаморфо також з’являвся в додаткових історіях в Action Comics №413–418 і World's Finest Comics №218–220, 226, 228–229.
У 1975 році Метаморфо був героєм третього випуску 1st Issue Special — антології з окремих історій. Автором цього випуску був знову Боб Гейні, а художницею — Рамона Фрейдон. Вони зустрілися на Comic-Con у Сан-Дієго 1974 року й, згадуючи минуле, вирішили створити ще одну історію про Метаморфо, яку обидва вважали одним із найулюбленіших своїх проєктів. Пізніше Фрейдон згадувала: «Ми обидва відчували, що Метаморфо — наша дитина. У мене ніколи не було такого досвіду, як із Бобом Гейні: ми ніби думали одними й тими ж думками... Це було одне з тих чудових співробітництв, які трапляються дуже рідко».
У 1983 році Метаморфо став одним із засновників команди The Outsiders, а згодом — учасником європейської філії Міжнародної Ліги справедливості. У 1993 році він отримав чотирисерійний мінісеріал. У 2005 році DC перевидала ранні появи Метаморфо з The Brave and the Bold та всю серію 1965 року в рамках серії Showcase Presents. У 2007 році Ден Джергенс запустив шестисерійний проєкт Metamorpho: Year One.
У рамках Wednesday Comics Ніл Ґейман написав 12-сторінкову історію про Метаморфо, яку проілюстрував Майк Оллред. У 2016 році персонаж став частиною антології Legends of Tomorrow разом із Firestorm, Sugar and Spike та Metal Men.
У 2024 році Метаморфо отримав нову серію — Metamorpho: The Element Man у рамках ініціативи DC All In, написану Алом Юінґом з ілюстраціями Стіва Лібера.

## Вигадана біографія
Рекс Мейсон, авантюрист, найнятий головою Stagg Enterprises Саймоном Стаґґом для пошуків єгипетського артефакту — Сфери Ра. Дізнавшись, що Мейсон зустрічається з його дочкою Сапфір, Стаґґ вирішує позбутися його. В єгипетській піраміді охоронець Стаґґа — Ява — оглушує Мейсона, і той зазнає впливу метеорита, з якого зроблено Сферу Ра. Це перетворює його на Метаморфо — Людину-Елемент. Сфера шкодить йому, і Стаґґ використовує її для шантажу. Метаморфо вважає себе виродком через свою зовнішність і відмовляється вступати до Ліги Справедливості. Спроба Зеленого Ліхтаря повернути йому людську форму зазнає невдачі. На короткий час його напарницею стає Уранія «Рейні» Блеквелл, яка добровільно набула схожих сил і стала Дівчиною-елементом. У пізніших випусках Сапфір виходить заміж за Воллі Банністера, а Метаморфо одружується з безсмертною царицею, яка виявляється копією Сапфір. Коли вона покидає своє місто, то миттєво старіє на 2000 років. Після вбивства Банністера Метаморфо підставляють, і його страчують. Елемент Дівчина повертає його до життя, а справжній вбивця — Алґон — гине. Вбивство організував Прокурор, якого згодом вбиває комахоподібний лиходій. Історія обривається на цьому. Згодом Метаморфо знову з’являється у The Brave and the Bold #101. Виявляється, він перебував у хімічній ванні, створеній Стаґґом для лікування. Пізніше з’являється в новій серії в Action Comics, але без згадки про попередні події. Уранія Блеквелл, після нерозділеного кохання до Мейсона, залишає партнерство. Вона просить Ра забрати її сили, що призводить до смерті. Її історія розповідається в The Sandman Ніла Ґеймана.

## Сили й здібності
Метаморфо здатен трансформувати своє тіло в широкий спектр хімічних елементів і сполук. Спочатку він був обмежений лише елементами, що природно присутні в людському тілі, однак згодом це обмеження зникло. Він може розтягуватись, стискатись, змінювати форму й склад свого тіла подібно до гумової чи пластичної маси. Також він здатен комбінувати елементи у складні сполуки та формувати з них будь-які форми. Його тіло функціонує як природна броня, що забезпечує захист від ударів і енергетичних атак. Крім того, Рекс Мейсон — вправний боєць, археолог та детектив.